# Dennis the Menace (animatieserie)
Dennis the Menace is een Amerikaanse animatieserie geproduceerd door DiC Entertainment, gebaseerd op de gelijknamige stripserie van Hank Ketcham. De serie werd in Amerika uitgezonden van 1986 t/m 1988, en bestaat uit 78 afleveringen. In de jaren negentig is de serie in nagesynchroniseerde vorm uitgezonden in Nederland, en wel onder de titel Dennis de (B)engel. Vanaf 2013 wordt de serie op RTL Telekids uitgezonden onder de naam Dennis de Bengel.

## Plot
Elke aflevering van de serie bestaat uit drie subafleveringen. De meeste afleveringen volgen dezelfde opzet als de stripserie, maar soms worden er andere thema’s aangesneden uit onder meer het sciencefiction- en fantasygenre.

## Personages
De meeste personages zijn rechtstreeks overgenomen uit de stripreeks. Enkele personages die er voor de televisieserie zijn bijbedacht zijn:
- PeeBee Kappa: een jong genie en een van Dennis’ vrienden. Hij beweert een zwarte riem te hebben in Ichtyologie.
- Jay Weldon: een Afro-Amerikaanse jongen die erg lang is voor zijn leeftijd. Hij droomt ervan ooit een professionele basketbalspeler te worden.
- Tommy Anderson: een andere vriend van Dennis. Hij is gebaseerd op een personage uit de sitcom.
- Mr. Cavallini: de uitbater van een lokale kapsalon.
- Willy: Dennis’ huiskikker.
- Benson: Dennis’ huismuis.
- Cowboy Bob: een gepensioneerde filmcowboy, en een van Dennis’ idolen.
- Oom Charley: Dennis' oom die op een boerderij woont.
- Prentice: Dennis’ neef, en in elk opzicht zijn dubbelganger.
- R.O.D.: PeeBees mechanische hond.
- Winston: Dennis' aartsvijand.

## Nasynchronisatie
Wim Pel Productions B.V. was verantwoordelijk voor de Nederlandse nasynchronisatie. De Nederlandstalige versie werd geregisseerd door Maria Lindes en de leader werd ingezongen door Jody Pijper. Werd geproduceerd voor videouitgave onder het merk Goudappeltje en uitgebracht door PolyGram.
| Personage       | Nederlandse versie                         | Amerikaanse versie |
| --------------- | ------------------------------------------ | ------------------ |
| Dennis Mitchell | Barbara Dicker                             | Brennan Thicke     |
| Henry Mitchell  | Fred Meijer                                | Phil Hartman       |
| Alice Mitchell  | Daphne Boon                                | Marilyn Lightstone |
| George Wilson   | Hero Muller Lucas Dietens                  | Phil Hartman       |
| Margaret        | Edna Kalb                                  | Jeannie Elias      |
| Joey            | Maura Renardel de Lavalette Marlies Somers | Jeannie Elias      |
| Tommy           | Danny de Munk                              | Jeannie Elias      |
| Martha Wilson   | Maria Lindes                               | Marilyn Lightstone |
| Ruff            | ???                                        | Phil Hartman       |
| Jay             | Victor Löw                                 | Larry B. Scott     |
| Bibi            | Jody Pijper                                | Elisabeth Shue     |

## DVD
Alle dvd's zijn Nederlands gesproken, uitgebracht door Company of Kids en hebben een speelduur van tachtig minuten per dvd. Het Nederlandstalige logo dat wel aanwezig was op de videouitgaves uit de jaren negentig ontbreekt op de dvduitgaves uitgebracht in 2005 en 2006 alsmede de Nederlandstalige aftiteling en afleveringtitels.
| Volume                            | Afleveringen                                   | Releasedatum |
| --------------------------------- | ---------------------------------------------- | ------------ |
| Deel 1 - Weg Met De Oude Verf     | afl. 01 t/m 04                                 | 2006         |
| Deel 2 - Dennis En De Presidenten | afl. 05 t/m 08                                 | 2006         |
| Deel 3 - Dennis In Het Theater    | afl. 09 t/m 12                                 | 2006         |
| 3-dvd-box                         | inhoud: Dvd 'deel 1' Dvd 'deel 2' Dvd 'deel 3' | ?            |